# Nicolova prizma
Nicolova prizma je jedna od najpoznatijih naprava za stvaranje linearno polarizirane svjetlosti. Upotrebljava se kao polarizator i analizator. Sastoji se od dvaju komada kristala islandskoga dvolomca, zalijepljenih kanadskim balzamom u obliku romboedarske prizme. Nepolarizirana zraka svjetlosti koja padne na brid Nicolove prizme dvostruko se lomi te daje ordinarnu i ekstraordinarnu zraku. Za ordinarnu je zraku indeks loma islandskoga dvolomca 1,658, a za ekstraordinarnu 1,486. Indeks loma kanadskoga balzama za obje je zrake jednak, i to 1,53 (za žutu natrijevu svjetlost). Ordinarna zraka koja na spojnicu od kanadskoga balzama dolazi pod kutom većim od kritičnoga totalno se reflektira, a ekstraordinarna zraka prolazi gotovo nesmetano kroz prizmu. Rezultat je da je izlazna zraka potpuno polarizirana. Taj sustav prizmi konstruirao je škotski fizičar William Nicol (1768. – 1851.). Modifikacije Nicolove prizme upotrebljavaju se i za druge, posebne (specijalne) svrhe.

## Objašnjenje
Pojavu dvoloma u kristalima iskoristio je škotski fizičar W. Nicol 1828. za izradu polarizatora. Nicolov polarizator ili kratko nikol izrađen je od islandskog dvolomca, tako brušenog da kut između kraćeg i duljeg brida na jednoj plohi prizme iznosi 68°. Kristal je prepiljen kroz dijagonalni presjek, i obje su polovine slijepljene kanadskim balzamom. Upadna zraka prirodne svjetlosti lomi se dvostruko, pa izvanredna zraka prolazi kroz sloj kanadskog balzama bez loma. Redovna zraka čiji je indeks loma veći od indeksa loma kanadskog balzama pada na sloj kanadskog balzama pod kutom većim od kuta totalne refleksije, totalno se reflektira i apsorbira u crnom obvoju nikola. Dakle, prolazi samo izvanredna zraka i prema tome potpuno polarizirana svjetlost. 
Svaki polarizator možemo upotrijebiti i kao analizator da ispitamo je li svjetlost polarizirana ili nije. Polarizator i analizator mogu se namjestiti u dva glavna položaja: paralelni položaj, kada su im glavni presjeci paralelni, i ukršteni položaj, kada su im glavni presjeci okomiti. Polarizator i analizator u paralelnom položaju propuštaju svjetlost jer izvanredna zraka iz jednog prolazi i kroz drugi kao izvanredna zraka. Ukršteni nikoli ne propuštaju svjetlost, jer izvanredna zraka iz polarizatora prolazi kroz analizator kao redovna, totalno se reflektira i apsorbira. Polarizator i analizator upotrebljavaju se zajedno kao polarizacioni filtri i imaju veliku primjenu u fotografiji. Zakretanjem jednog prema drugome dobijemo veću ili manju količinu polarizirane svjetlosti. Pomoću ovakvih filtara ukida se polarizirana svjetlost koja nastaje refleksijom na površinama. Na taj način dobijemo jasne slike, što bi inače bez ovakvih filtara bilo nemoguće.